# Voie romaine de Reims à Langres
La voie romaine Reims-Langres est une voie romaine qui reliait Durocortorum  à Andemantunnum. Elle est une variante de l’itinéraire Lyon-Boulogne.

## Sources
La Table de Peutinger atteste de cette voie allant de Reims à Langres.
Par contre, elle n’est pas reprise dans les Itinéraire d'Antonin.
Cette voie fait partie du réseau Agrippa.

Réseau Agrippa.

## Parcours

### Parcours Reims (Durocotorum) à Langres (Andematunum)) via Corbeil (Corobilium) et Bar-sur-Aube (Segessera)

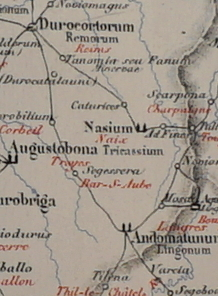
Trajet de Reims à Langres.

#### Reims – Les Grandes Loges
Quittant Reims (Durocortorum) par le sud, 
- traverse la Vesle à Sillery
- rejoint Beaumont-sur-Vesle,
- et rejoint en ligne droite Les Petites Loges, les traverse et poursuit,
- traverse Les Grandes Loges pour atteindre La Veuve[2].

#### La Veuve – Domprot
- poursuit de La Veuve jusqu’à Châlons en Champagne ou Catalaunum ou Duro-Catalaunum,
- traverse Châlons en Champagne,
- se superpose à la sortie de Châlons en Champagne à l’actuelle D2 jusqu’à Coolus,
- à la sortie de Coolus, quitte la D2, la trace est visible dans les champs sur environ 3,4 kilomètres,
- reprend un chemin de terre jusqu’à croiser la D79, au-delà, la voie n’existe plus jusqu’à Faux-Vésigneul. Un camp légionnaire romain était établi au lieu-dit "le Champ Gabriel" de Faux-Vésigneul,
- à la sortie de Faux-Vésigneul, la voie se superpose avec la D4,
- traverse Coole et quitte la D4 peu après Coole pour poursuivre en alignement jusqu’à Humbauville,
- entre à Humbauville par la « Rue Voie Romaine » traverse le village et prend la D12 jusqu’à Le Meix-Tiercelin,
- à la sortie de Le Meix-Tiercelin quitte la D12 pour poursuivre en alignement jusqu’à Corbeil (ou Corobilium) par le « chemin des romains » et en évitant Domprot[3].

#### Corbeil – Bar-sur-Aube
- traverse Corbeil par la « Rue basse des Romains » et « Rue haute des Romains » et poursuite sur le même « chemin des romains » jusqu’à Donnement, en traversant le territoire des communes de Dampierre et de Balignicourt,
- traverse Donnement et poursuit sur la D24, pour atteindre Braux-le-Petit,
- traverse Braux-le-Petit et poursuivait théoriquement en ligne droite, mais qui n’existe plus à la traversée du village, pour atteindre Bétignicourt,
- a Bétignicourt contourne les étangs sur la commune de Saint-Christophe-Dodinicourt, traverse la piste d’aviation, pour rejoindre à travers les cultures de Saint-Léger-sous-Brienne, Brienne-le-Château à la hauteur de la « Rue jean Monnet »,
- traverse Brienne-le-Château,
- quitte Brienne-la-Vieille
- passe à l’est de Dienville par un chemin de terre, pour rejoindre La Rothière. À l’entrée de La Rothière, à la fourche avec la D396, un panneau indique « Voie Romaine Lyon Boulogne sur Mer attribuée à Agrippa tronçon Langres – Reims ».
- de La Rothière rejoint Trannes par le « Chemins des romains » parallèle à la D196 en passant sur le territoire des communes d’Unienville et de Juvanzé,
- traverse Trannes par le « Chemins des romains » et la « Rue aux juifs »
- rejoint Bossancourt par la D396, traverse Bossancourt par la « Rue vielle Route » reprend la D396 et puis la D619 sur la commune de Dolancourt,
- traverse Arsonval puis toujours sur la D619, passe sur le territoire des communes de Montier-en-l'Isle et de Ailleville,
- arrive à Bar-sur-Aube ou Segessera. Un camp dit Oppidum de Sainte-Germaine était établi sur les hauteurs de Bar-sur-Aube[4].

### Bar sur Aube – Bricon
Cette portion de l'itinéraire est facilement reconnaissable car la voie romaine était entre Langres et Bar-sur-Aube surélevée par rapport aux cultures.
- Fontaine,
- Bayel,
- passe au nord de Clairvaux et de Longchamp-sur-Aujon,
- passe à Rennepont,
- passe au nord de Maranville,
- passe à Braux-le-Châtel. Une fontaine gallo-romaine y est classée monument historique depuis 1915.
- Bricon[6],

### Bricon – Langres
Comme pour Bar sur Aube – Bricon, cette portion de l'itinéraire est facilement reconnaissable car la voie romaine était entre Langres et Bar-sur-Aube surélevée par rapport aux cultures.
- traverse Bricon et suit la D102 jusqu’à Blessonville[7],
- traverse Blessonville et suit la D102 jusqu’à Richebourg,
- traverse Richebourg par la « Rue de la Levée de César » et poursuit en alignement à travers champ. L’appellation « Rue de la levée » signifie que la route est surélevée par rapport aux champs,
- passe à Mormant près de l’Abbaye de Mormant
- passe au-dessus de Marac,
- traverse Beauchemin,
- rejoint Humes-Jorquenay puis rejoint Langres par la N19,
- pour arriver à Langres ou Andemantunnum par sa porte Gallo-romaine[8].

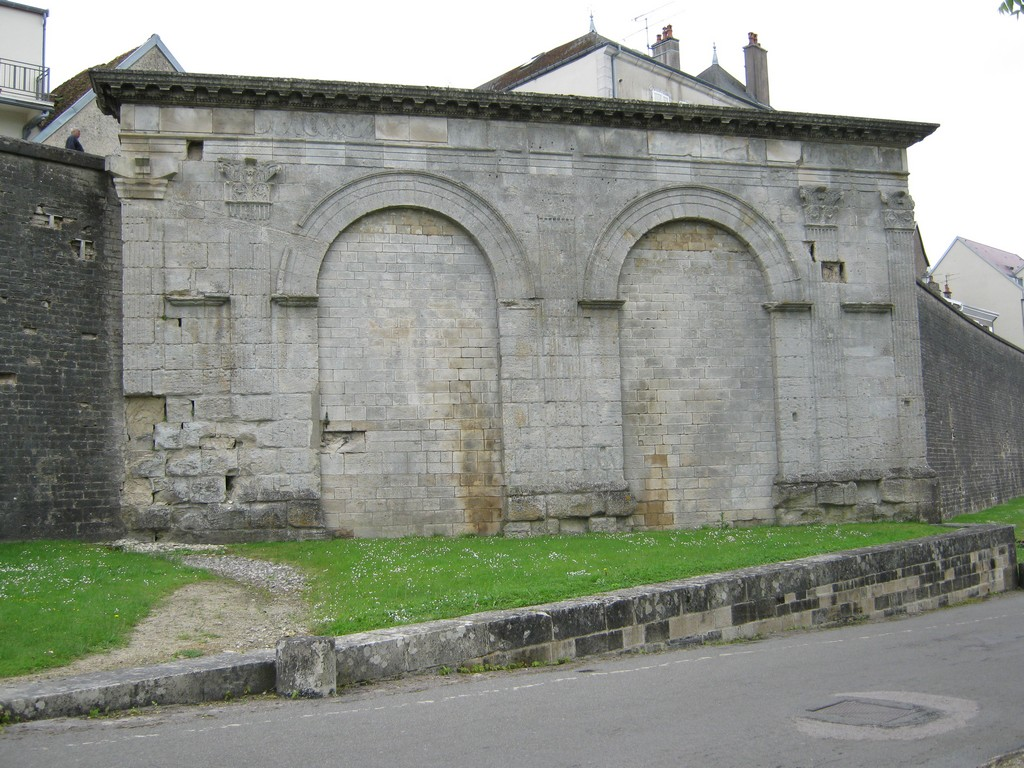
Porte Gallo-Romaine de Langres
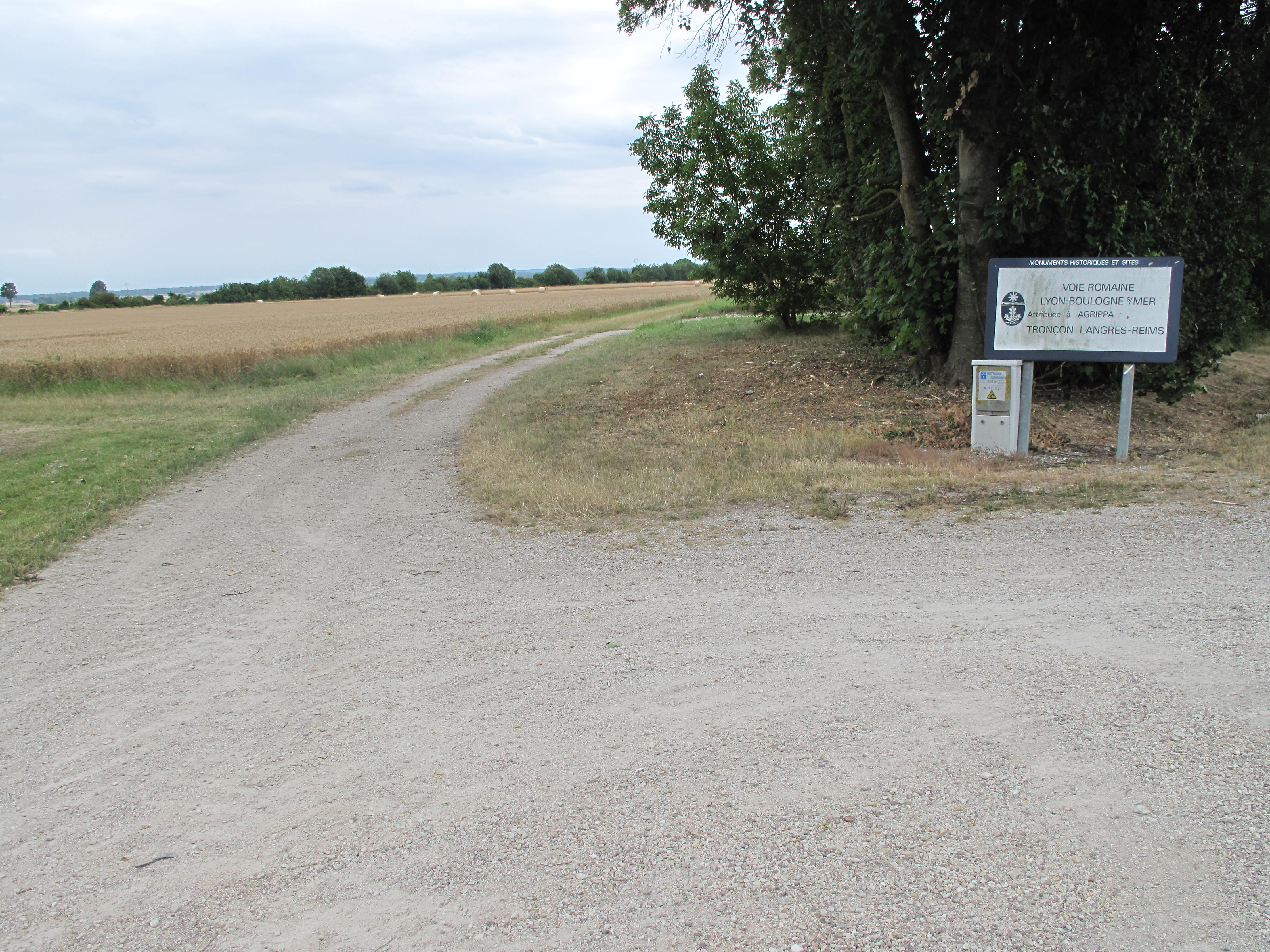
Panneau Via Agrippa près de Brienne.
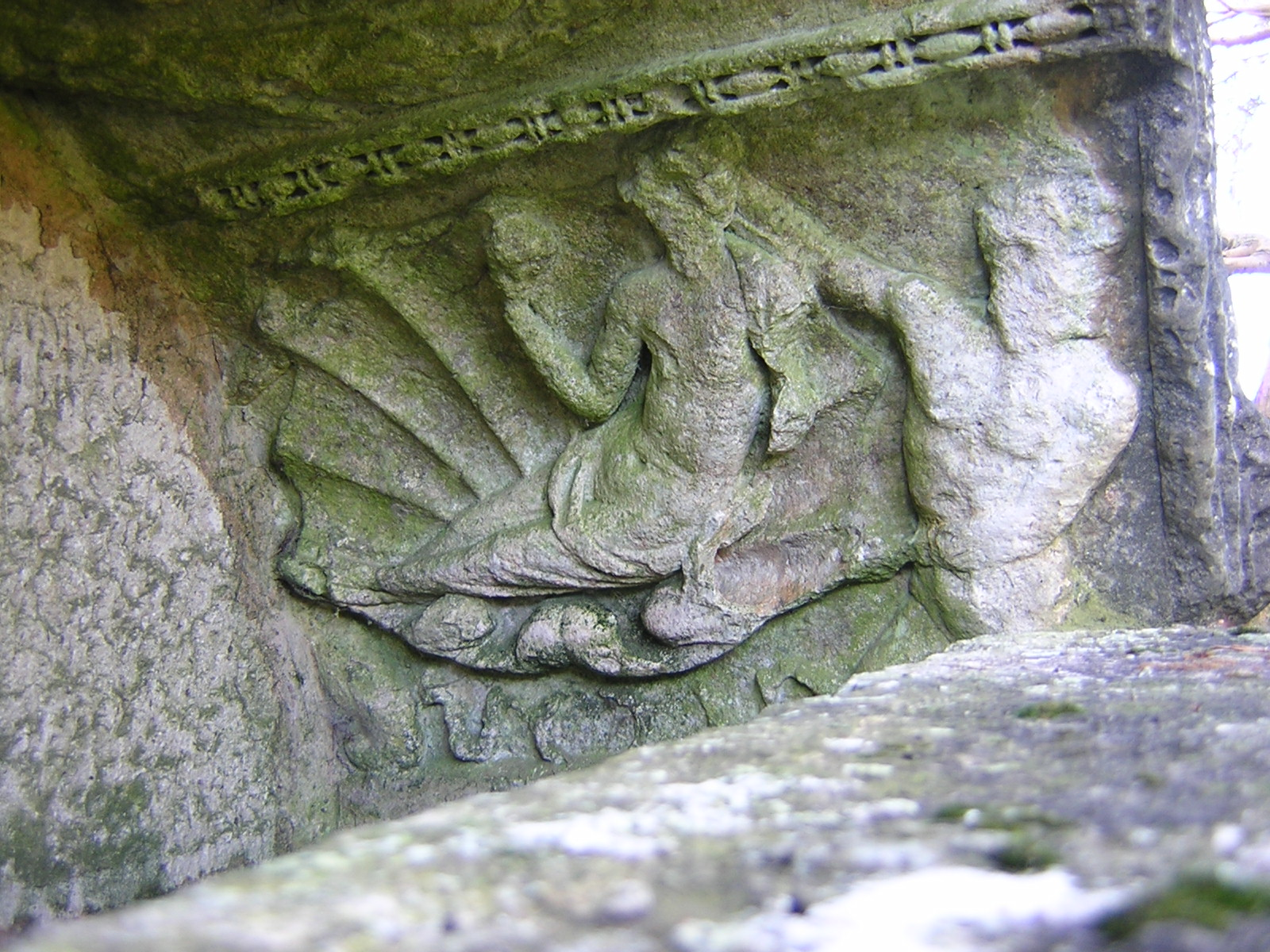
Détail de la fontaine gallo-romaine à Braux-le-Châtel.

## Sources et liens externes
- « Chapitre IV. Les voies romaines » [livre], sur journals.openedition.org, Presses universitaires du Septentrion, 2002 (consulté le 16 novembre 2023)
- « Carte des voies romaines du département de la haute-marne 20 lieues gauloises de 2415 m. [=om. 094 ; 1 : 513 000 env] », sur Gallica, 1860 (consulté le 16 novembre 2023)